# Louis Wolff (Schriftsteller)
Louis Wolff, auch Ludwig Wolff, auch Wolff-Kassel (* 21. Februar 1846 in Kassel; † 25. Oktober 1919 ebenda) war ein deutscher Schriftsteller.

## Leben
Als Sohn von Johann Heinrich Wolff und Ida Wolff, geb. Spohr, und somit Enkel von Louis Spohr geboren, studierte Wolff nach dem Besuch der Gymnasien in Kassel und Rinteln Rechtswissenschaften in Marburg und Leipzig. Während seines Studiums wurde er 1864 Mitglied der Burschenschaft Arminia Marburg. Wegen eines Augenleidens musste er 1867 das Studium aufgeben. Nachdem sich sein Gesundheitszustand gebessert hatte, lebte er als vermögender Privatmann in Kassel. Er war als Schriftsteller tätig und galt als Kasseler Original. Wolff war Mitglied der Freisinnigen Partei. Er trat bei der Reichstagswahl 1907 in den Wahlkreisen Reichstagswahlkreis Regierungsbezirk Kassel 2 und Reichstagswahlkreis Regierungsbezirk Kassel 6 an, wurde aber nicht gewählt.

## Veröffentlichungen (Auswahl)
- Graue Lieder. Kassel 1877, 2. Auflage 1880.
- Helle Lieder. Kassel 1878.
- Konrad von Marburg. Drama in fünf Aufzügen. Kassel 1881.
- Ruth. Biblisches Schauspiel in 1 Act. Berlin 1884.
- Gestohlen. Leipzig 1899.